# Odznaka Ogólna Szturmowa

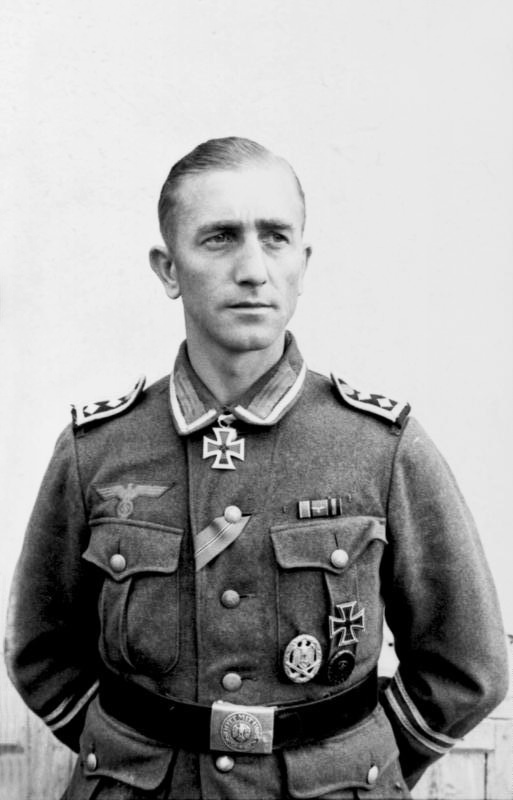
Hauptfeldwebel Josef Niemitz, odznaczony m.in. Krzyżem Rycerskim, Krzyżem Żelaznym I klasy, Odznaką za Rany i Odznaką Ogólną Szturmową (w kącie lewej kieszeni)

Odznaka Ogólna Szturmowa (niem. Allgemeines Sturmabzeichen) – niemiecka odznaka wojskowa dla żołnierzy Wehrmachtu, Waffen-SS i Ordnungspolizei ustanowiona przez generała Walthera von Brauchitscha 1 czerwca 1940 roku.

## Opis
Odznaka zaprojektowana przez berlińską firmę Wilhelma Ernsta Peekhausa ma kształt owalnego dysku o wymiarach 5,3 × 4,2 cm i grubości 0,6 cm. Na obwodzie odznaki znajduje się wieniec złożony z pięciu liści dębu, a u podstawy znajduje się para żołędzi. Wewnątrz wieńca widnieje duży orzeł Wehrmachtu ze złożonymi skrzydłami, trzymający w szponach swastykę, która z kolei spoczywa na skrzyżowanym bagnecie i granacie trzonkowym. Odznaka była mocowana za pomocą przypinki i zatrzasku i noszona na piersi na lewej kieszeni munduru.
22 czerwca 1943 roku utworzono kolejne klasy odznaki, posiadające u podstawy małą tabliczkę z liczbą 25, 50, 75 lub 100, oznaczającą liczbę ataków, w których brał udział odznaczony żołnierz. Nazywano je odpowiednio klasami od II do V. Na odznakach klasy IV i V liście dębu otaczające obwód odznaki, wraz z bagnetem i granatem, były większe – 5,7 × 4,8 cm. Ponadto wieniec był koloru złotego. Noszono tylko jedną odznakę, najwyższej otrzymanej klasy.
Odznaczenia z czasów nazistowskich zostały początkowo zakazane w powojennej Republice Federalnej Niemiec. Jednak w 1957 roku wiele odznaczeń wojskowych z okresu II wojny światowej, w tym Odznaka Ogólna Szturmowa, zostało ponownie dopuszczonych do noszenia przez odznaczonych nimi weteranów. W związku z zakazem eksponowania symboli nazistowskich odznaka została zdenazyfikowana poprzez usunięcie z niej swastyki, natomiast członkowie Bundeswehry w czynnej służbie nosili ją w formie wstążki koloru feldgrau, na której umieszczono miniaturę odznaki.

## Kryteria
Odznaka została wprowadzona z myślą o inżynierach wojskowych, a także żołnierzach artylerii, wojsk przeciwlotniczych i przeciwpancernych wspierających jednostki piechoty w walce, którzy nie byli uprawnieni do otrzymania Odznaki Szturmowej Piechoty. Mogła być nadawana także personelowi medycznemu opiekującemu się ofiarami na polu walki w „warunkach walki w zwarciu”. Przed wprowadzeniem Odznaki za Zniszczenie Czołgu w marcu 1942 roku, Odznakę Ogólną Szturmową można było nadawać także za zniszczenie nieprzyjacielskich czołgów lub pojazdów opancerzonych przy użyciu broni indywidualnej.